# Ciudad Satélite
Ciudad Satélite är en ort i Mexiko.   Den ligger i kommunen San Luis Potosí och delstaten San Luis Potosí, i den centrala delen av landet, 300 km nordväst om huvudstaden Mexico City. Ciudad Satélite ligger 1 907 meter över havet och antalet invånare är 1 448.
Terrängen runt Ciudad Satélite är platt åt sydväst, men åt nordost är den kuperad. Runt Ciudad Satélite är det ganska glesbefolkat, med 31 invånare per kvadratkilometer. Närmaste större samhälle är San Luis Potosí, 19,3 km väster om Ciudad Satélite. Omgivningarna runt Ciudad Satélite är i huvudsak ett öppet busklandskap.